# Långtjärnen (Malungs socken, Dalarna, Öster om Upprämmen)
Långtjärnen är en sjö i Malung-Sälens kommun i Dalarna och ingår i Göta älvs huvudavrinningsområde.